# Plakband

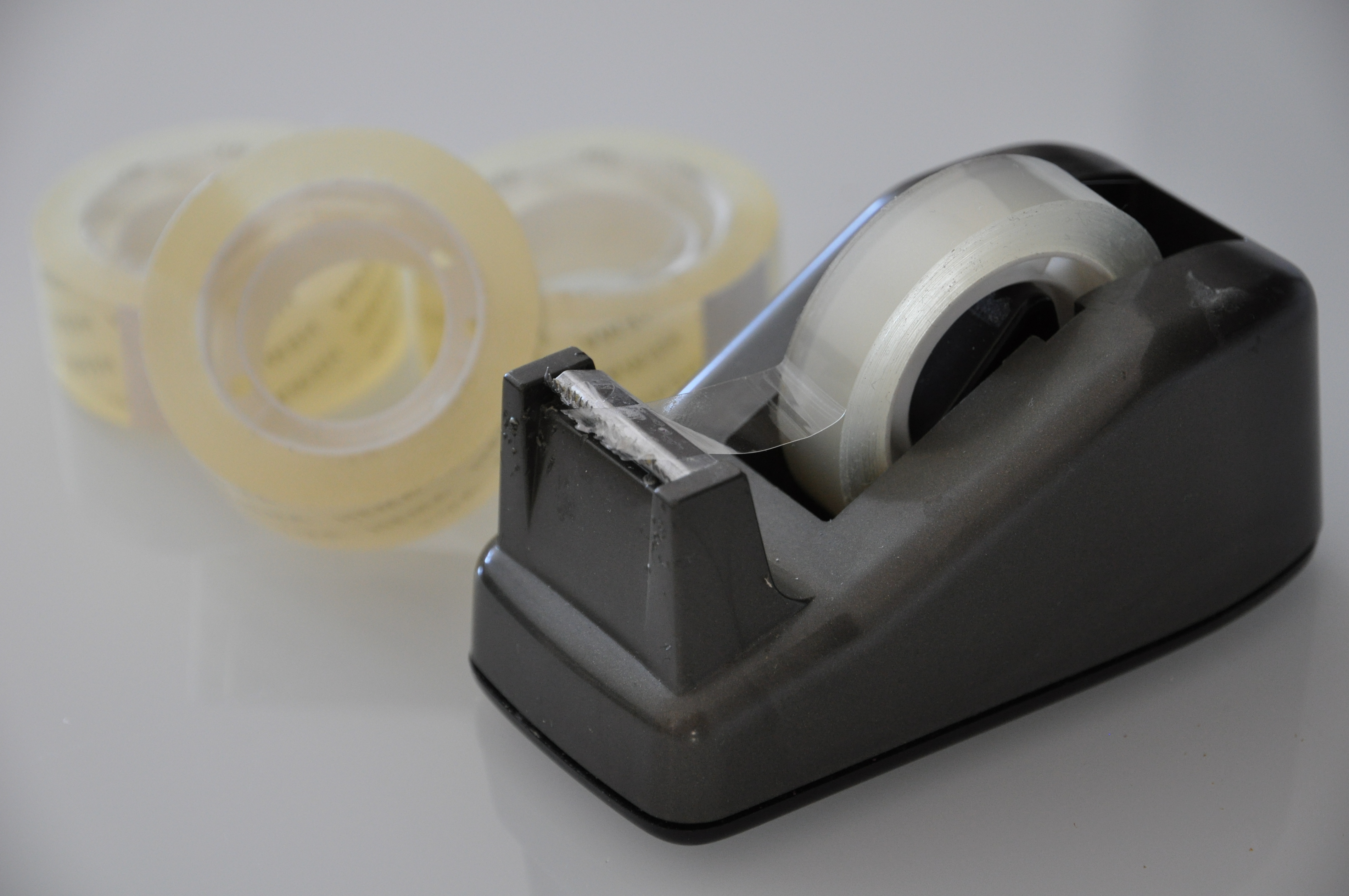
Rolletjes plakband en een houder

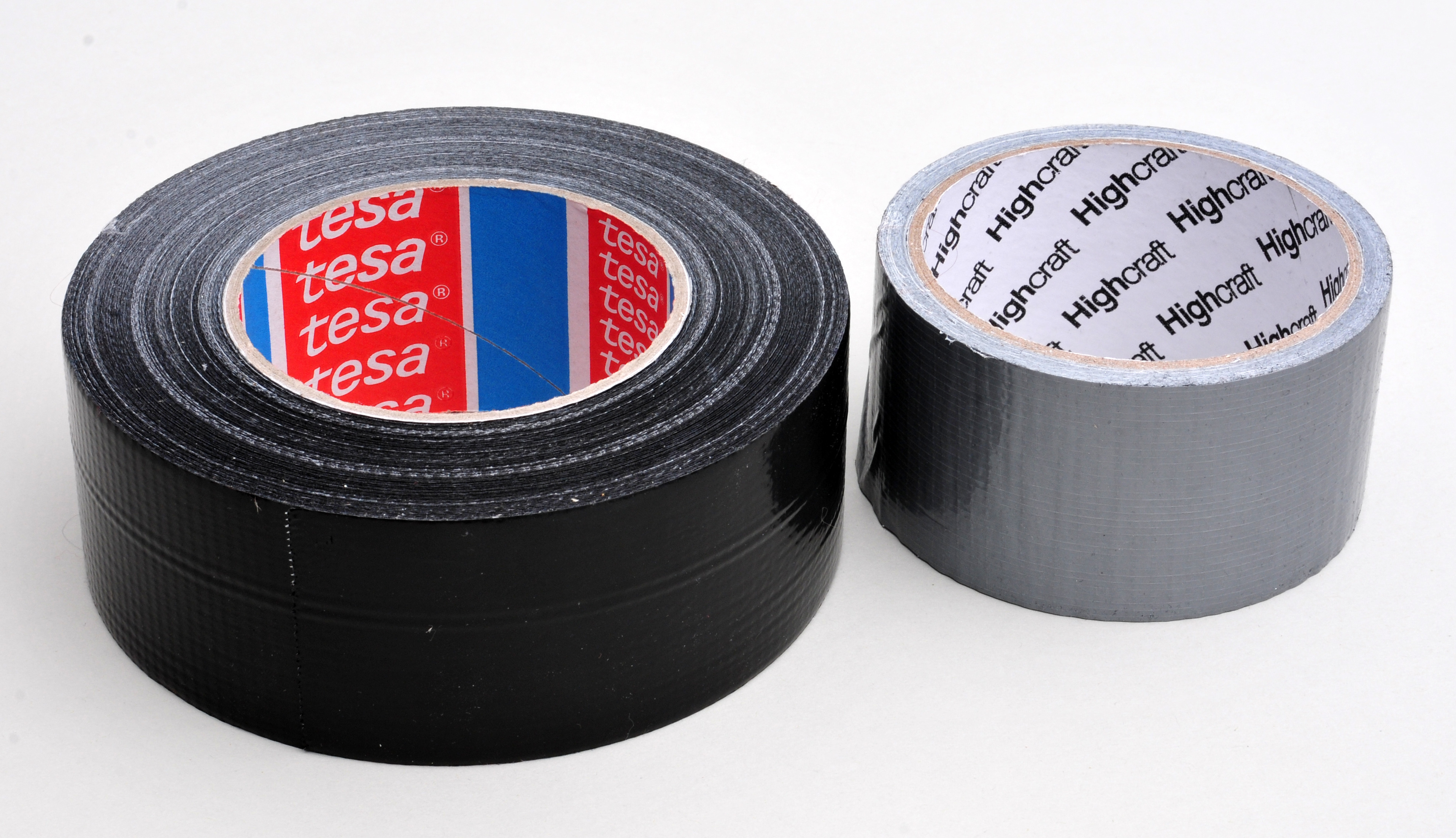
Linnentape

Plakband is een artikel waarmee allerlei voorwerpen vast kunnen worden gemaakt, permanent of tijdelijk. Afhankelijk van de toepassing kan de breedte van een rol plakband variëren, en ook de kleur en het materiaal van de rol kunnen verschillen. 
De eerste vorm van plakband werd omstreeks 1926 in Saint Paul (Minnesota) uitgevonden door Richard Drew, een werknemer van 3M. De plakbandhouder volgde omstreeks 1932.
Enkelzijdig plakband heeft aan één zijde een plakkende laag, en is bedoeld om twee (overlappende) materialen (bijvoorbeeld papier) aan elkaar te plakken. Dubbelzijdig plakband heeft aan twee zijden een plakkende laag en is bedoeld om dingen op elkaar te bevestigen. 

## Soorten plakband
- enkelzijdig;
- dubbelzijdig;
- lijmfilm.

## Toepassing
- papierplakband (voor tijdelijk vastmaken en ter versterking van gevouwen tekeningen in ordners);
- afdekplakband (voor schilderwerk, gemakkelijk verwijderbaar);
- verpakkingsplakband (voor dozen);
- isolatieplakband (elektronica);
- ducttape (voor stevig vastmaken, al dan niet permanent);
- lastape in de papierindustrie;
- gaffertape in de theater- en podiatechniek;
- omboordplakband om de randen van calques te versterken;
- gegommeerd papieren plakband, een herbevochtigbare plakband op basis krafpapier en aardappelzetmeellijm, soms dierlijke lijm, voor het sluiten van kartonnen dozen.

## Trivia
- Plakband heeft een rol gespeeld in de ontdekking van grafeen door Andre Geim, waarvoor hij, samen met Konstantin Novoselov, in 2010 de Nobelprijs voor natuurkunde kreeg.
- Bij snel afrollen van plakband treedt een tribo-elektrisch effect op. Wanneer dit effect sterk genoeg is, kan zelfs röntgenstraling worden opgewekt.